# MIO-modellen
MIO-modellen uppfanns av Lars Torsten Eriksson (professor vid Högskolan i Gävle). Målet med modellen var att erbjuda en sorts verktyg i avseende till företagsutveckling. 
MIO, som står för Marknad, Interaktion och Organisation utformar de olika stegen i en beslutsprocess. Bland de olika stegen ingår nulägesbeskrivning, framtidsanalys, strategi och handlingsprogram. I mallen som modellen innehåller undersöker man olika sidor av företaget. Bland dessa sidor ingår till exempel företagets starka och svaga sidor och deras kunder och konkurrenter. Modellen gör mest nytta om den kombineras med andra företagsekonomiska modeller.